# Onthophagus sauteri
Onthophagus sauteri là một loài bọ cánh cứng trong họ Bọ hung (Scarabaeidae).